# Steinwerder
Steinwerder, Hamburg-Steinwerder — dzielnica miasta Hamburg w Niemczech, w okręgu administracyjnym Hamburg-Mitte. W roku 1894 włączony w granice miasta.